# Station Lipa
Station Lipa is een spoorwegstation in de Poolse plaats Lipa.